# Danae testacea
Danae testacea är en skalbaggsart som först beskrevs av Ziegler 1845.  Danae testacea ingår som enda art i släktet Danae och familjen svampbaggar. Inga underarter finns listade i Catalogue of Life.